# Дарниця-Депо
Дарниця-Депо — зупинний пункт Київського залізничного вузла Київської дирекції Південно-Західної залізниці на лінії Ніжин — Київ-Пасажирський. Розташований між станцією Дарниця та зупинним пунктом ДВРЗ.
Платформу було влаштовано у 1958 році. Лінію електрифіковано в 1957 році.
Назва платформи відображає її місцерозташування — це територія Дарницького локомотивного депо.